# Odontosyllis freycinetensis
Odontosyllis freycinetensis är en ringmaskart som beskrevs av Augener 1913. Odontosyllis freycinetensis ingår i släktet Odontosyllis och familjen Syllidae. Inga underarter finns listade i Catalogue of Life.